# Entomobryidae
Famille
Les Entomobryidae sont une famille de collemboles.
Elle comporte plus de 1 000 espèces dans 45 genres actuels.

## Liste des genres
Selon Checklist of the Collembola of the World (version du 6 septembre 2019) :
- Entomobryinae Schäffer, 1896
  - Entomobryini Schäffer, 1896
    - Calx Christiansen, 1958
    - Drepanura Schött, 1891
    - Entomobrya Rondani, 1861
    - Entomobryoides Maynard, 1951
    - Himalanura Baijal, 1958
    - Isotobrya Womersley, 1934
    - Marginobrya Yoshii, 1992
    - Mesentotoma Salmon, 1942
    - Prodrepanura Stach, 1963
    - † Permobrya Riek, 1976

  - Homidiini Janssens, 2017
    - Acanthocyrtus Handschin, 1925
    - Amazhomidia Cipola & Bellini, 2016
    - Homidia Börner, 1906
    - Sinhomidia Zhang, 2009

  - Sinellini Janssens, 2017
    - Coecobrya Yosii, 1956
    - Deuterosinella Salmon, 1943
    - Sinella Brook, 1882
- Paronellinae Börner 1906
  - Callyntrurini Mitra, 1984
    - Callyntrura Börner, 1906
    - Dicranocentroides Imms, 1912
    - Idiomerus Imms, 1912
    - Parachaetoceras Salmon, 1941
    - Plumachaetas Salmon, 1951
    - Pseudoparonella Handschin, 1925

  - Cremastocephalini Handschin, 1926
    - Akabosia Kinoshita, 1919
    - Glacialoca Salmon, 1941
    - Metacoelura Salmon, 1951
    - Parasalina Salmon, 1964
    - Paronana Womersley, 1939
    - Paronellides Schött, 1925
    - Pseudosalina Mitra, 1974
    - Salina MacGillivray, 1894
    - Yosiia Mitra, 1967

  - tribu indéterminée
    - Zhuqinia Zhang, Ma & Greenslade, 2017
- Willowsiinae Yoshii & Suhardjono, 1989
  - Lepidosirini Yoshii & Suhardjono, 1989
    - Epimetrura Schött, 1925
    - Lepidobrya Womersley, 1937
    - Lepidocyrtoides Schött, 1917
    - Lepidosira Schött, 1925

  - Willowsiini Yoshii & Suhardjono, 1989
    - Americabrya Mari Mutt & Palacios-Vargas, 1987
    - Desertia Tshelnokov, 1979
    - Drepanosira Bonet, 1942
    - Hawinella Bellinger & Christiansen, 1974
    - Janetschekbrya Yosii, 1971
    - Lepidodens Zhang & Pan, 2016
    - Lepidosinella Handschin, 1920
    - Szeptyckiella Zhang, Bedos & Deharveng, 2014
    - Willowsia Shoebotham, 1917

## Publication originale
- Schäffer, 1896 : Die Collembolen der Umgebung von Hamburg und benachbarter Gebiete. Mitteilungen aus dem Naturhistorischen Museum in Hamburg, vol. 13, p. 149–216 (texte intégral).